# Sremski Karlovci
Sremski Karlovci (serb. Сремски Карловци; hist. Karłowice) – miasto w Serbii, w autonomicznej prowincji Wojwodina, na prawym brzegu Dunaju, między Belgradem i Nowym Sadem. W 2011 roku liczyło 8750 mieszkańców. W mieście rozwinął się przemysł winiarski.

## Historia

### Wczesna historia
W czasach Cesarstwa Rzymskiego na tych terenach znajdował się niewielki fort. Pierwsza wzmianka o mieście pochodzi z roku 1308, kiedy jest opisane jako twierdza pod nazwą Karom, wzniesiona na rzymskich fundamentach. Do 1521 roku Karom był twierdzą i osadą w Królestwie Węgier pod władzą rodów Batorych i Moroviciów.

### Pod władzą turecką
W 1521 roku osmański dowódca Balı Bey zdobył twierdzę Karom i pozostawała ona pod władzą turecką przez następnych 170 lat. Słowiańska nazwa Karlovci po raz pierwszy pojawia się w rękopisie z Monasteru Krušedol. W trakcie władania tureckiego miejscowość była zamieszkana przez Serbów i niewielką liczbą Turków. W roku 1545 zamieszkiwało tę miejscowość 547 chrześcijan (Serbów). W mieście istniały trzy cerkwie prawosławne i jeden monaster.
Karłowice były pod panowaniem osmańskim do roku 1688, do V wojny austriacko-tureckiej, kiedy Imperium Osmańskie podczas odwrotu w kierunku Belgradu spalili i zniszczyli to miasto. Od 16 listopada 1698 do 26 stycznia 1699 trwały rokowania pokojowe, które oznaczały koniec wojny pomiędzy Imperium Osmańskim i krajami Świętej Ligi (koalicją Austrii, Rzeczypospolitej Obojga Narodów i Republiki Weneckiej). Negocjacje zakończyły się podpisaniem traktatu pokojowego zwanego pokojem w Karłowicach, według którego Karłowice stały się częścią posiadłości habsburskich pod nazwą Pogranicze Wojskowe (sch. Vojna Krajina). Na miejscu, gdzie został podpisany pokój w Karłowicach, wzniesiono w 1817 roku Kaplicę Pokoju.

### Panowanie Habsburgów
Po 1699 roku Karłowice stały się znaczącym miejscem wymiany handlowej, gdyż przez tę miejscowość przechodziły szlaki handlowe w kierunku Turcji. Bliskość Dunaju powodowała jeszcze większy rozwój handlu. Od XVI wieku Karłowice stają się jednym z ważniejszych centrów Serbskiej Cerkwi Prawosławnej. Po pierwszych przesiedleniach Serbów w roku 1690 miasto staje się jednym z kandydatów na siedzibę serbskich arcybiskupów. Dopiero w 1713 roku zdecydowano, że nowa siedziba metropolity przeniesie się z monasteru Krušedol do Karłowic. Stały się one siedzibą eparchii.
W roku 1718 Karłowiczanie odnowili Dolną Cerkiew uszkodzoną przez Turków podczas wycofywania się po Bitwie pod Petrovaradinem w 1716 roku, a która była wzniesiona w 1710. Pierwsza szkoła w Karłowicach została otwarta w 1726 dzięki Metropolicie Mojsejowi Petroviciowi. Pierwszym nauczycielem w niej był Maksim Suworow, który przywiózł z Rosji pierwsze podręczniki. Niedługo potem, w 1733 roku do Karłowic przyjechała jeszcze jedna grupa nauczycieli, na której czele stał Emanuel Kozaczyński, który jako profesor poezji i retoryki, razem ze swoimi uczniami, przedstawił pierwszy dramat w nowoczesnej historii serbskiej literatury – tragikomedię o śmierci ostatniego serbskiego cara Urosza I. W roku 1739 do Karłowic przeprowadziła się niemiecka wspólnota licząca 51 rodzin, która potem osiedliła się u podnóża wzgórza nieopodal Kaplicy Pokoju.
W 1746 roku Karłowice doczekały się nowej cerkwi — zbudowano świątynię Górnej Cerkwi Wniebowstąpienia NMP na fundamentach starego, jak się sądzi, monasteru z XVI wieku. Miasto w tym okresie, według danych z 1753 roku, liczy 3843 mieszkańców, z czego 3110 stanowią Serbowie.
Najważniejszy okres w historii miasta rozpoczął się od objęcia urzędu przez metropolitę Pavla Nenadovicia w 1749 roku. Ożywił on opuszczone szkoły, założył specjalny cerkiewny fundusz ludowy, z którego finansowano nauczycieli i kapłanów, założył drukarnię, zbudował Sobór św. Mikołaja, odrestaurował monastery fruszkogórskie, rozbudował i udekorował Pałac Patriarszy i pobliski ogród, podarował wiele książek dla ówczesnych szkół. To, jak bardzo była to ważna i niezastąpiona postać dla miasta, pokazuje również to, co stało się po jego śmierci w 1768 — szkoły i fundusz zostały zamknięte, a do przybycia metropolity Stefana Stratimirovicia w Karłowicach niewiele pozostało z dawnego blasku. Krótko po śmierci metropolity Karłowice odwiedzili przyszły cesarz Józef II, książę Albert i feldmarszałek Laudon.
Szpital w Karłowicach został wzniesiony w 1770 roku. W roku 1776 został wydrukowany w Karłowcach pierwszy katalog biblioteki metropolitalnej, skąd dowiadujemy się, że fundusz cerkiewny dysponował 504 książkami i 104 starymi rękopisami. W tym okresie Karłowiczanie mieli najwięcej warsztatów rzemieślniczych i sklepów handlowych. W 1770 roku było to 36 sklepów i 144 rzemieślników, około 30–40 tawern i kilka tysięcy mórg winnic.
W 1787 roku mieszkańcy Karłowic zostali zwolnieni z pańszczyzny. Rok później w Karłowicach wybuchł wielki pożar, gdy spłonęła prawie cała zabudowa handlowa. Miasto zostało szybko odbudowane dzięki metropolicie Stefanowi Stratimiroviciowi, który dał nowy impuls wzrostowi gospodarczemu i nowemu odrodzeniu. W Karłowicach mieszkali wówczas najbogatsi Serbowie, którzy zbierali w tym miejscu duży kapitał, który zawsze był kierowany i wykorzystywany we właściwym kierunku dla wspólnego dobra. Jednym z takich projektów było utworzenie Gimnazjum w Karłowicach. Gimnazjum oparto na wkładach Dimitrija Anastasijevicia Sabova (20 tys. forintów) i innych obywateli (ok. 19 tys. forintów). Cesarz Leopold II ze statutem 11 października 1791 roku zatwierdził utworzenie Gimnazjum. Swoją opieką Gimnazjum objął Patronat i Opieka Funduszy Gimnazjalnych z metropolitą Stratimiroviciem na czele. Szkoła rozpoczęła działalność 1 listopada 1792 w starym budynku Szkoły Łacińskiej, gdzie przebiegała nauka do momentu wzniesienia nowego budynku w 1891 roku.
Miasto było kulturalnym i duchowym centrum Serbów w Monarchii Austro-Węgierskiej. Znajdowała się tu siedziba i sobór katedralny metropolii karłowickiej, której zwierzchnicy sprawowali opiekę duchowną nad prawosławnymi Serbami w Austrii, a następnie Austro-Węgrzech. Do dziś patriarchowie Serbii noszą dodatkowo tytuł metropolitów belgradzko-karłowickich.
Metropolita Stratimirović w 1794 roku założył także seminarium duchowne, które było drugim najstarszym na świecie (po kijowskim). Działa ono po dziś dzień. Pracował w nim historyk i pisarz Jovan Rajić (1726–1801), zasłużony dla rozwoju serbskiej historiografii. Nieco później, w 1798 roku założył także szkołę z internatem, w której mieszkali i żyli ubodzy teologowie i gimnazjaliści. Vuk Karadžić w 1805 roku i do końca 1806 roku uczył się w Karłowicach czytać po serbsku i niemiecku, ukończył gramatykę słowiańską oraz całą arytmetykę i katechezę. W tym okresie do tego samego gimnazjum uczęszczali Sima Milutinović Sarajlija i Dimitrije Davidović a także synowie Aleksy i Jakova Nenadovicia.
Na początku XIX wieku w Karłowicach otwiera się małe towarzystwo naukowe (serb. Karlovački krug), które zgromadziło wielu uczonych i zajmowało się językoznawstwem i historią. Posuwając się coraz dalej, w Karłowicach w 1807 roku powstała pierwsza apteka, a dwa lata później szkoła rysunku założona przez metropolitę, który dążył do kontynuowania rozwoju sztuki i pielęgnowania sztuki prawosławnej ikonografii. Do końca 1811 roku została ukończona budowa budynku magistratu. Metropolita Stratimirović, który swoim zaangażowaniem zapisał się w historii miasta, zmarł 23 września 1836 roku i został pochowany w Soborze św. Mikołaja.

### Po roku 1918
Podczas II wojny światowej miasto było od kwietnia 1941 okupowane przez Wehrmacht i zostało przyłączone do Niezależnego Państwa Chorwackiego, pod zmienioną nazwą Hrvatski Karlovci.